# Dodsworth
Dodsworth – amerykański film dramatyczny z 1936 roku, będący adaptacją powieści Sinclaira Lewisa.

## Fabuła
Przedsiębiorca Sam Dodsworth i jego żona Fran wybierają się w podróż dookoła Europy. Sam niespodziewanie dowiaduje się, że żona go zdradza. Zrozpaczony znajduje ukojenie w ramionach młodszej kobiety, Edith Cortright. Kiedy Fran dowiaduje się, jaki obrót przyjęły sprawy, próbuje naprawić swój błąd. Nic już nie jest takie samo. 

## Główne role
- Walter Huston - Sam Dodsworth
- Ruth Chatterton - Fran Dodsworth
- Paul Lukas - Arnold Iselin
- Mary Astor - Edith Cortright
- Kathryn Marlowe - Emily Dodsworth McKee
- David Niven - kapitan Clyde Lockert
- Gregory Gaye - baron Kurt Von Obersdorf
- Marija Uspienska - baronowa Von Obersdorf
- Odette Myrtil - Renée De Penable
- John Payne - Harry McKee
- Spring Byington - Matey Pearson